# Future Surface Combatant
Das Future-Surface-Combatant-Programm (FSC) ist ein Projekt der britischen Marine zur Entwicklung einer neuen Generation von Lenkwaffenfregatten. Sie sollten ursprünglich ab 2013 die Fregatten der Broadsword- und der Duke-Klasse ersetzen. Das Programm wurde im März 2005 in seiner ursprünglichen Form abgebrochen und neu ausgerichtet, wodurch sich die Indienststellung um mehrere Jahre verzögern wird.

## Geschichte

### Triton
Das Programm wurde 1994 unter der Bezeichnung Future Escort Vessel ins Leben gerufen. Insgesamt sollten 20 neue Fregatten zur U-Boot-Bekämpfung (ASW) entwickelt werden. Im Rahmen der Strategic Defence Review erfolgte 1998 die Umbenennung in Future Surface Combatant. Gleichzeitig wurde entschieden, das Aufgabenspektrum der Fregatten deutlich zu vergrößern, da die Abwehr von U-Booten seit dem Ende des Kalten Krieges zunehmend an Bedeutung verlor.
Den Kern des Projektes bildete der Trimaran Triton, der im August 2000 in Dienst gestellt wurde. Mit ihm sollte erprobt werden, ob sich die Konstruktion eines Trimarans für den Einsatz als Kriegsschiff eignet. Höhepunkt der Testreihen an Bord des Schiffes war im September 2001 die erste Landung eines Hubschraubers auf einem Trimaran. Die Entwicklung einer Trimaran-Fregatte wurde damals als die bedeutendste Entwicklung im militärischen Schiffbau seit 100 Jahren bezeichnet. Alternativ wurde jedoch auch ein Konzept verfolgt, welches die Entwicklung einer Fregatte auf Basis der Zerstörer der Daring-Klasse vorsah. Der wesentliche Vorteil dieses Entwurfs waren deutlich geringere Entwicklungs- und Baukosten.
Ursprünglich war geplant, bereits im Jahr 2002 eine endgültige Entscheidung über den Bau der neuen Fregatten zu fällen, doch durch etliche Verzögerungen wurde der Termin auf 2005 verschoben. Am 7. März 2005 bestätigte das Verteidigungsministerium (MOD), dass man das Projekt in seiner bisherigen Form abgebrochen habe. Das innovative Trimaran-Konzept werde demzufolge nicht weiter verfolgt.

### Global Corvette
Nach dem Abbruch des ursprünglichen Konzeptes, stand anfangs ein Konzept eines Konsortiums britischer Werften unter Führung von BAE SYSTEMS und Vosper Thornycroft im Mittelpunkt, das als Global Corvette bezeichnet wurde. Es sah vor, bis zu 26 Korvetten zu bauen. Die Entwürfe für diese Korvetten reichten vom konventionellen Einrumpf-Design bis zu Trimaran-Konzepten. Die Tonnage sollte zwischen 1.500 und 3.000 Tonnen liegen. Die Kosten pro Schiff sollten, je nach Größe, zwischen 70 und 200 Millionen US-Dollar und damit deutlich unter denen des ursprünglich geplanten Trimarans liegen.

### Aufteilung des Programms
Bereits Ende 2005 teilte das Verteidigungsministerium jedoch mit, dass man nun plane, die bisherigen Fregatten durch zwei unterschiedliche Schiffsklassen zu ersetzen, womit auch der Entwurf für die Global Corvette fallen gelassen wurde. Die Broadsword-Klasse sollte ab 2016 durch die Medium sized Vessel Derivative (MVD) ersetzt werden, die Duke-Klasse ab 2023 durch die Versatile Surface Combatant (VSC). Grundlage dieser Aufteilung war eine Studie der Royal Navy, wonach die Fregatten der Duke-Klasse mit entsprechenden Modernisierungen noch bis zum Ende der 2020er Jahre wirtschaftlich und effektiv eingesetzt werden können, während die Fregatten der Broadsword-Klasse bereits zwischen 2015 und 2020 aufgrund ihres Alters ausgemustert werden müssen. Die MVD sollte hierbei auf einem bereits existierenden Design beruhen, dem der Daring-Klasse, während die VSC eine völlige Neukonstruktion sein sollte.

### Sustained Surface Combatant Capability (S2C2)
Im Oktober 2006 rückte das Verteidigungsministerium von der Konstruktion zweier unterschiedlicher Schiffsklassen ab. Das MVD- und VSC-Programm wurden unter dem Namen Sustained Surface Combatant Capability (S2C2) wieder verschmolzen. Im Januar 2007 teilte das MOD mit, dass nun 18 Fregatten auf einer gemeinsamen Basis entwickelt und ab 2018 in Dienst gestellt werden sollen.
Zehn der geplanten Fregatten (Projektbezeichnung C1), sollten mit schwerer Bewaffnung für die U-Boot-Jagd und Einsätze gegen feindliche Einheiten auf See und an Land konzipiert werden, während acht der Schiffe (Projektbezeichnung C2) primär für Patrouillen- und Eskortaufgaben vorgesehen waren. Beide Klassen sollten auf einem weitgehend einheitlichen Design basieren und sich hauptsächlich in der Ausstattung unterscheiden. Durch diese Vereinheitlichung sollten die Entwicklung beschleunigt und Kosten eingespart werden. Das britische Systemhaus BAE Systems bezeichnete seinen Entwurf als Global Combat Ship, ein Hinweis auf BAEs Exportambitionen. Die beiden Projekte mündeten schließlich in den 2010er Jahren in das Bauvorhaben über acht Einheiten des größeren „Type 26“ bzw. der City-Klasse und aus Kostengründen fünf kleineren, preiswerteren des „Type 31“ bzw. der Inspiration-Klasse. Letztere basiert allerdings auf einem dänischen Entwurf und wurde auch nicht durch BAE realisiert. Die ersten Exporterfolge des „Type 26“ landete BAE Ende der 2010er Jahre in Australien und Kanada.
Zusätzlich wurde seinerzeit ein weiteres Element in das Programm integriert. Unter der Projektbezeichnung C3 sollte eine weitere Schiffsklasse entwickelt werden, die die Eigenschaften von Minenjagdbooten und Korvetten in sich vereint und so vielfältig einsetzbar ist. Geplant war hier vorerst die Anschaffung von mindestens acht Einheiten als Ersatz für die Minenjagdboote. Langfristig war die Beschaffung von mindestens sechs weiteren Einheiten als Nachfolger der River-Klasse und der Echo-Klasse beabsichtigt. Von der River-Klasse wurden Ende der 2010er Jahre weitere Boote gebaut, so dass das Projekt C3 2020 schlussendlich in das Projekt einer dritten Fregattenklasse, dem „Type 32“, einmündete. Die Minenjäger werden durch ein gemeinsames Projekt mit Frankreich ersetzt.

## Hunter-Klasse
Die australische Marine plant unter dem Namen Hunter-Klasse der City-Klasse sehr ähnliche Schiffe.